# إم بي سي دراما
إم بي سي دراما (بالإنجليزية: MBC Drama) أُطلقت في عام 2010، بالتزامن مع الذكرى السنوية العشرين لتأسيس مجموعة إم بي سي. تعد القناة العاشرة ضمن محفظة المجموعة التي تواصل توسعها باستمرار. تعتبر إم بي سي دراما وجهة الترفيه العائلي للأسرة العربية، وتتميز بتقديم مجموعة متنوعة من المسلسلات والبرامج الدرامية على مدار الساعة، بدءًا من أبرز المسلسلات المصرية، مرورًا بالدراما السورية، وصولًا إلى الأعمال العربية المشتركة وغيرها من الإنتاجات التي تحقق نسب مشاهدة عالية وإقبالًا جماهيريًا كبيرًا.

## الفرق بينها وبين MBC 1
الفرق بينها وبين إم بي سي 1 في أن إم بي سي دراما تعرض المسلسلات على مدار الأسبوع، من الأحد إلى السبت، بينما تختص MBC1 بتقديم مجموعة متنوعة من البرامج تشمل مجالات مختلفة، مثل البرامج الثقافية، الرياضية، بالإضافة إلى الأفلام والمسلسلات. 
تعرض قناة إم بي سي دراما المسلسلات على مدار الساعة طوال أيام الأسبوع، وتميز نفسها عن قناة إم بي سي بلس دراما المشفرة بكونها قناة مفتوحة ومتاحة لجميع المشاهدين. 

## قائمة البرامج التي عرضتها إم بي سي دراما
- جيهان
- راني بادميني
- الحب الأسير
- نور في سماء صافية
- شر النفوس
- زهره وأزواجها الخمسة
- عايزة أتجوز
- زوارة الخميس
- أهل كايرو
- ساهر الليل
- نارين
- فنجان الدم
- راس غليص
- باب الحارة بجميع أجزائه

وغيرها من مسلسلات